# فترة خلو العرش البريطاني
بدأت فترة خلو العرش في الجزر البريطانية بعد إعدام الملك تشارلز الأول في يناير عام 1649 (سبتمبر 1651 في اسكتلندا) وانتهت في مايو عام 1660 عندما استعاد ابنه تشارلز الثاني عرش الممالك الثلاث، مع أنه نُصّب ملكًا في اسكتلندا منذ عام 1649.
يختلف الموعد الدقيق لبداية ونهاية فترة خلو العرش في الممالك الثلاث والمستعمرات الإنجليزية المستقلة (الدومينيون)، وكذلك الأحداث الاجتماعية والسياسية التي حصلت إبان هذه الفترة.

## مقدمة
شعرت قيادة الجيش النموذجي الجديد بالخيانة القاسية من الملك بعد الحرب الأهلية الإنجليزية الثانية، والسبب هو اعتقادها أنها تفاوضت مع الملك انطلاقًا من نيّة صادقة، لكن الملك راوغ وتصرّف من دون علمها، فتعاقد مع الاسكتلنديين وشجّع اندلاع حرب أهلية جديدة. التقى نبلاء الجيش في أبريل عام 1648 مع بعضهم، لمدة 3 أيام، في قصر وندسور. اتفق النبلاء في نهاية اللقاء على واجبهم المتمثل في «استدعاء الرجل الدموي، تشارلز ستيوارت، لمحاكمته على الدماء التي سفكها والأذى الذي سبّبه».
أجرى الجيش والمستقلون ما يُعرف بـ«تطهيرات برايد» في مجلس العموم لإزاحة الأعضاء الحاقدين على الجيش، وتأسيس محكمة لمحاسبة الملك تشارلز الأول ومحاكمته. في نهاية جلسة المحاكمة، وجدت المفوضون الـ59 (القضاة) تشارلز الأول مذنبًا بتهمة الخيانة العظمى، بصفته «طاغية وخائنًا وقاتلًا وعدوًا للشعب». أُعدم تشارلز بقطع الرأس أمام قاعة الولائم في قصر وايت هول، وحدث ذلك في 30 يناير عام 1649.

## اسكتلندا
أعلن الاسكتلنديون تشارلز الثاني ملكًا بعد إعدام والده تشارلز الأول في 30 يناير عام 1649. ردّ الإنجليز على الإعلان بالغزو تحت قيادة أوليفر كرومويل، والذي انتهى بخسارة الاسكتلنديين في معركة دونبار عام 1650، ثم في معركة وورسيستر في عام 1651، ما مهّد الطريق أمام الانتصار الإنجليزي واحتلال البلد. يُشار إلى فترة خلو العرش في كتاب رفيق أوكسفورد للتاريخ الإسكتلندي، وتحت عنوان «استعادة العرش»، بـ«السطوة الكرومويلية والاحتلال العسكري لاسكتلندا».
أُعنلت اسكتلندا جزءًا من الكومنولث الذي يجمعها مع إنجلترا وأيرلندا وفق معاهدة الاتحاد في عام 1652، لكن القانون لم تجرِ مناقشته -على الرغم من المحاولات المتكررة- في وستمنستر لإقرار الاتحاد حتى عام 1657. حصل الاسكتلنديون، وفق شروط وأحكام الاتحاد، على 30 مقعدًا في البرلمان إبان فترة الوصاية (الكومنولث الإنجليزي الذي يضم إنجلترا وأيرلندا واسكتلندا)، لكن النواب الإسكتلنديين لم يشغلوا كافة المقاعد الممنوحة لهم، وحصل وكلاء الحكومة الإنجليزية على بعضها، ولم يحمل رأي الإسكتلنديين أهميّةً كبيرة في وستمنستر. أدار الحكومة 8 مفوضين في البداية، فتبنى هؤلاء سياسة تقويض السلطة السياسية للنبلاء لصالح «الفئة الأضعف والأدنى». استُبدل مفوّضوا الحكومة، بدءًا من عام 1655، بمجلس اسكتلندا الجديد الذي ترأسه النبيل اللورد بروغهيل، وبدأت الحكومة تحقيق انتصاراتها على ملّاك الأراضي التقليديين.
بنى النظام الجديد سلسلةً من القلاع الكبرى والحصون الأصغر حجمًا، لكنّ التكلفة المادية كانت ضخمة. أُوقف العمل بالنظام القضائي الإسكتلندي، لكن بعض المحاكم والمؤسسات استُعيدت تدريجيًا. مع ذلك، نجح النظام عمومًا في تطبيق القانون وقمع قُطّاع الطرق واللصوص. برزت انتفاضة كبيرة مؤيدة للمَلكيّة في المرتفعات بين عامي 1653 و1655، قادها وليام كونينغهام إيرل غلينكيرن وجون ميدلتون. حققت الانتفاضة بعض النجاح في البداية، لكنها عانت من الانشقاقات الداخلية، واضمحلّت بعد هزيمتها في معركة دالنسبايدال في عام 1654.
وسّع النظام نطاق التسامح الديني ليشمل البروتستانتيين وطوائفهم، أبرزها طائفة الكويكرز الصغيرة. انقسم حزب كيرك الإسكتلندي حول قضية التعاون مع التاج الملكي إلى قسمين: مؤيدو قرار الطبقات والمعترضون الأكثر تشددًا.